# 石盛
石盛（こくもり）は、近世日本の検地における田畠屋敷の法定の段あたりの見積生産高（斗代）。これに基づいて全体の石高を算定した。ただし、本来は斗代・石高の算出についてを指していた。
時代によって基準は違うものの、生産高など田畠の優劣に応じて上田・中田・下田を基本としてその上に上々田、その下に下々田という等級を設置するのが通例であった。下々田にも達しない田畠は見付田（または見付畑）と称された。
太閤検地においては、上田を1石5斗、中田を1石3斗、下田を1石1斗としてランクが1つ落ちるごとに2斗ずつ下げる方法（2斗下り）が採用され、屋敷地は1石2斗を基準とすること、下々田・畠・河原などについては「見計い」とされ、検地担当者の裁量によるものとされた。江戸時代には、下々田は9斗、畠は上畠を1石2斗として2斗下りする方法が採用されている。
ある田畠の中でランダムに数ヶ所を選んで付近1坪を収穫してその平均収穫高を算出する。もし、平均の稲籾の収穫高が1坪あたり1升とすれば、1段（300坪）あたり換算で3石（30斗＝300升）となる。5分摺りで脱穀をした場合、玄米の量は半分の1石5斗になると算定できるため、「1石5斗代」すなわち1段あたり1石5斗ということになり、「上田」に相当することになる。また、大名によっては干減引2割を行って、収穫高を2割減で算定（3石を2割引の2石4斗に修正して、最終的に「1石2斗代」と算出）する方法を用いる藩もあった。
もっとも、検地における土地の評価は担当者の判断に依拠するところが大きく、街道沿いなどの商工業が盛んな地域の田畠では高く見積もられ、政治的・軍事的要地や僻地では民心掌握のために低く見積もられる事があった。これが農民から見ると賦課の不公平にも見られ、時には農民一揆の原因になることもあった。
江戸時代中期頃には、条件に関わらず一律の石盛が採用されるようになり、干減引が廃されて屋敷地と上畠を下田の石盛1石1斗に揃え、畠についてはそこから2斗下りする方法が採用されるようになった。だが、農地の生産力向上に伴い、石盛の算定額より実際の収穫量が上回る事が多くなっていくが、算出方法はほぼそのまま明治の地租改正まで引き継がれている。
なお、検地による石盛の修正があった場合、石盛の増加分を石盛出目（こくもりでめ）、減少分を石盛違引（こくもりちがいびき）と称し、土地の名目が上昇（畠→田）を石間出石（こくましゅっこく）、反対に下落（田→畠）を石間引（こくまびき）と称した。